# Államok vezetőinek listája 146-ban
Ezen az oldalon az i. sz. 146-ban fennálló államok vezetőinek névsora olvasható földrészek, majd országok szerinti bontásban. 

## Európa
- Boszporoszi Királyság
  - Király: Rhoimetalkész (132/133–153/154)

- Római Birodalom
  - Császár: Antoninus Pius (138–161) 
    - Consul: Sextus Erucius Clarus
    - Consul: Gnaeus Claudius Severus Arabianus
    - Consul suffectus: Quintus Licinius Modestinus Sextus Attius Labeo
    - Consul suffectus: Publius Mummius Sisenna Rutilianus
    - Consul suffectus: Titus Prifernius Paetus Rosianus Nonius Gaius Labeo Geminus
    - Consul suffectus: Lucius Aurelius Gallus
    - Consul suffectus: Gnaeus Lucius Terentius Homullus Iunior
    - Consul suffectus: Quintus Voconius Saxa Fidus
    - Consul suffectus: Gaius Annianus Verus
    - Consul suffectus: Lucius Aemilius Longus
    - Consul suffectus: Quintus Cornelius Proculus

  - Britannia provincia
    - Legatus: Gnaeus Papirius Aelianus (144–148)

## Ázsia
- Armenia
  - Király: Szohaimosz (137–160)

- Elümaisz
  - Király: IV. Oródész (140-160)

- Harakéné
  - Király: Meredatész (131–150/151)

- Hsziungnuk
  - Sanjü: Douloucsu (143-147)

- Ibériai Királyság
  - Király: II. Paraszmenész (135–185)

- India
  - Anuradhapura
    - Király: Bhatika Tissza (141–165)

  - Szátaváhana Birodalom
    - Király: II. Vasistiputra Pulumáji (130–158)

- Japán
  - Császár: Szeimu (131–191)

- Kína (Han-dinasztia)
  - Császár: Han Cse-ti (145–146)
  - Császár: Han Huan-ti (146–168)

- Korea
  - Pekcse
    - Király: Keru (128-166)

  - Kogurjo
    - Király: Thedzso (53–146)
    - Király: Cshade (146–165)

  - Silla
    - Király: Ilszong (134–154)

  - Kumgvan Kaja
    - Király: Szuro (42–199?)

- Kusán Birodalom
  - Király: Huviska (140–183)

- Oszroéné
  - Király: VIII. Mánu (139–163)

- Pártus Birodalom
  - Nagykirály: III. Vologaészész (128–147)
  - Ellenkirály (csak keleten): V. Mithridatész (128–147)

## Afrika
- Római Birodalom
  - Aegyptus provincia
    - Praefectus: Lucius Valerius Proculus (143–147)

- Kusita Királyság
  - Kusita uralkodók listája

## Fordítás
- Ez a szócikk részben vagy egészben  a   Liste der Staatsoberhäupter 146 című német Wikipédia-szócikk ezen változatának fordításán alapul.  Az eredeti cikk szerkesztőit annak laptörténete sorolja fel. Ez a jelzés csupán a megfogalmazás eredetét és a szerzői jogokat jelzi, nem szolgál a cikkben szereplő információk forrásmegjelöléseként.